# Serral de l'Abellar
La Serral de l'Abellar és una serra situada al municipi de Pontons a la comarca de l'Alt Penedès, amb una elevació màxima de 913,9 metres.